# Abaisser
Abaisser ist der Küchenfachbegriff für das Auswellen eines Teiges. Oft wird der Begriff auch eingedeutscht („abaissieren“) verwendet. Abaissieren wird oft irrtümlich als das Auslegen eines Bleches mit Teig verwendet.